# Palmacorixa gillettei
Palmacorixa gillettei är en insektsart som beskrevs av Abbott 1912. Palmacorixa gillettei ingår i släktet Palmacorixa och familjen buksimmare.

## Underarter
Arten delas in i följande underarter:
- P. g. gillettei
- P. g. confluens